# Tatiana Turanskaia
Tatiana Mihailovna Turanskaia (în ucraineană Тетяна Михайлівна Туранська; n. 20 noiembrie 1972, Cetatea Albă, RSS Ucraineană) este o politiciană  transnistreană care a fost prim-ministru al  Republicii Moldovenești Nistrene intre 11 iulie 2013 si 13 octombrie 2015.

## Biografie
La 19 iunie 2013 a fost numită viceprim-ministru pentru Dezvoltare Regională. În această calitate, ea l-a înlocuit a doua zi pe prim-ministrul interimar Piotr Stepanov, înainte de a fi numită pe 10 iulie de către președintele Șevciuk.
La 13 octombrie 2015, ea a renunțat temporar la conducerea guvernului pentru a candida la alegerile legislative din 29 noiembrie. Ea a revenit la funcții complete a doua zi după alegeri, dar a fost eliberată de ele de președinte pe 2 decembrie.  